# Championnat du Venezuela de football 1969
 (septembre 2024).
Si vous disposez d'ouvrages ou d'articles de référence ou si vous connaissez des sites web de qualité traitant du thème abordé ici, merci de compléter l'article en donnant les références utiles à sa vérifiabilité et en les liant à la section « Notes et références ».
Navigation
Saison 1968 Saison 1970
La saison 1969 du championnat du Venezuela de football est la treizième édition du championnat de première division professionnelle au Venezuela et la quarante-neuvième saison du championnat national. Les neuf équipes participantes sont regroupées au sein d'une poule unique où elles s'affrontent quatre fois, deux fois à domicile et deux fois à l'extérieur. En fin de saison, pour permettre le passage à huit clubs la saison prochaine, le dernier du classement ne peut pas s'inscrire au championnat l'année suivante.
C'est le club du Deportivo Galicia qui remporte la compétition, après avoir terminé en tête du classement final, avec un seul point d'avance sur le Deportivo Italia et le Valencia FC. C'est le deuxième titre de champion du Venezuela de l'histoire du club, qui réussit même le doublé en s'imposant en finale de la Copa Venezuela face à l'UD Canarias.

## Les clubs participants
| - Deportivo Portugués - Aragua FC - UD Canarias - Deportivo Italia - Zulia FC | - Deportivo Galicia - Anzoátegui FC - Lara FC - Valencia FC |

## Compétition
Le barème utilisé pour établir le classement est le suivant :
- Victoire : 2 points
- Match nul : 1 point
- Défaite : 0 point

### Classement
| Rang | Équipe              | Pts | J  | G  | N  | P  | Bp | Bc | Diff |
| ---- | ------------------- | --- | -- | -- | -- | -- | -- | -- | ---- |
| 1    | Deportivo GaliciaC  | 41  | 32 | 16 | 9  | 7  | 58 | 43 | +15  |
| 2    | Valencia FC         | 40  | 32 | 18 | 4  | 10 | 59 | 36 | +23  |
| 3    | Deportivo Italia    | 40  | 32 | 17 | 6  | 9  | 55 | 32 | +23  |
| 4    | UD CanariasT        | 34  | 32 | 13 | 8  | 11 | 42 | 39 | +3   |
| 5    | Anzoátegui FC       | 34  | 32 | 13 | 8  | 11 | 44 | 43 | +1   |
| 6    | Lara FC             | 32  | 32 | 11 | 10 | 11 | 46 | 46 | 0    |
| 7    | Deportivo Portugués | 28  | 32 | 8  | 12 | 12 | 44 | 50 | -6   |
| 8    | Aragua FC           | 24  | 32 | 8  | 8  | 16 | 36 | 64 | -28  |
| 9    | Zulia FC            | 15  | 32 | 5  | 5  | 22 | 29 | 60 | -31  |

|  | Qualification pour la Copa Libertadores 1970 |
|  | Qualification pour la Coupe des Coupes 1970  |
|  | Retrait du championnat la saison prochaine   |

## Bilan de la saison
| Championnat du Venezuela de football 1969 |                              |
| Champion                                  | Deportivo Galicia (2e titre) |
| Coupes et trophées                        |                              |
| Vainqueur de la Coupe du Venezuela 1969   | Deportivo Galicia            |
| Qualifications continentales              |                              |
| Copa Libertadores 1970                    | Deportivo Galicia            |
| Copa Libertadores 1970                    | Valencia FC                  |
| Coupe des Coupes 1970                     | UD Canarias                  |
| Promotions et relégations                 |                              |
| Promus en Primera División                | Aucun                        |
| Relégués en Segunda A                     | Zulia FC                     |